# Bienvenue chez les Ch'tis

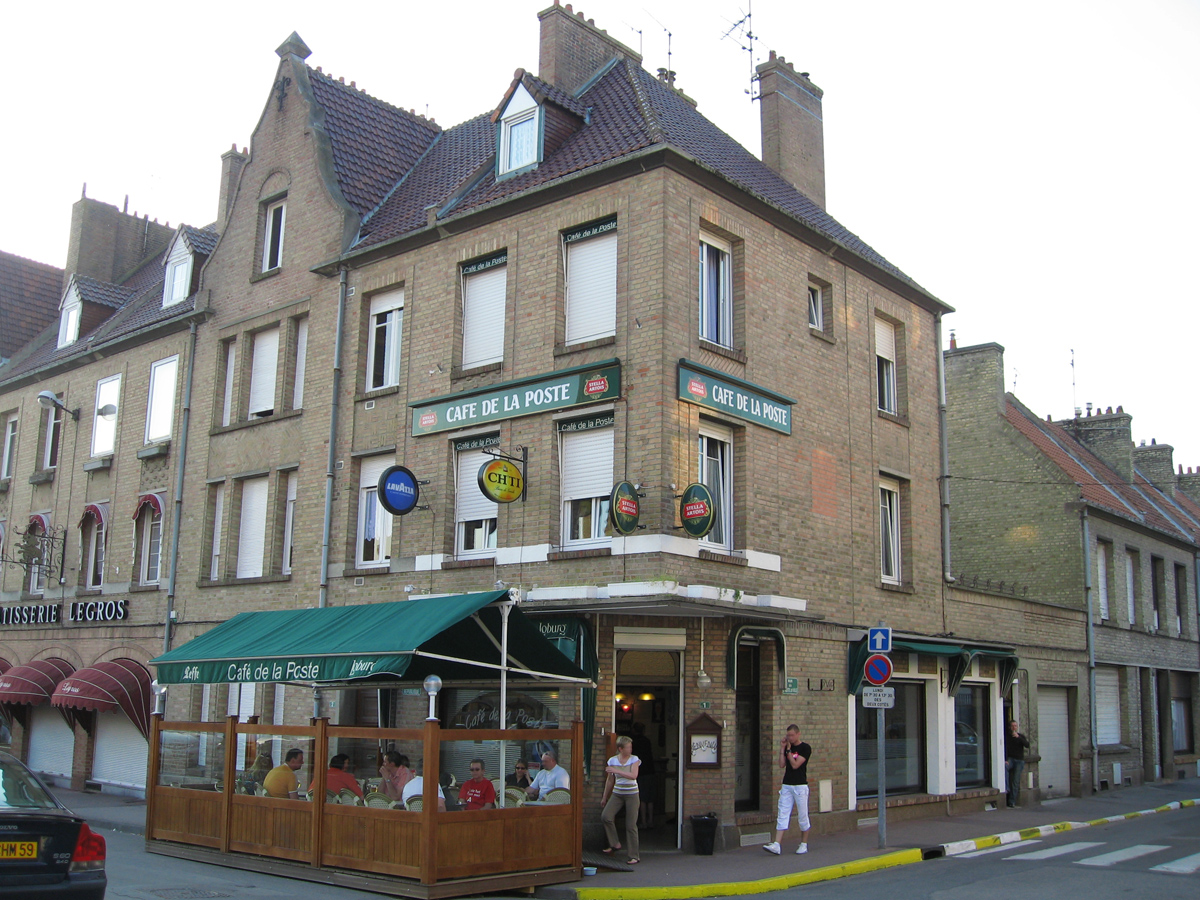
Le café de la Poste : el café contra el que Kad Merad choca con su bicicleta.

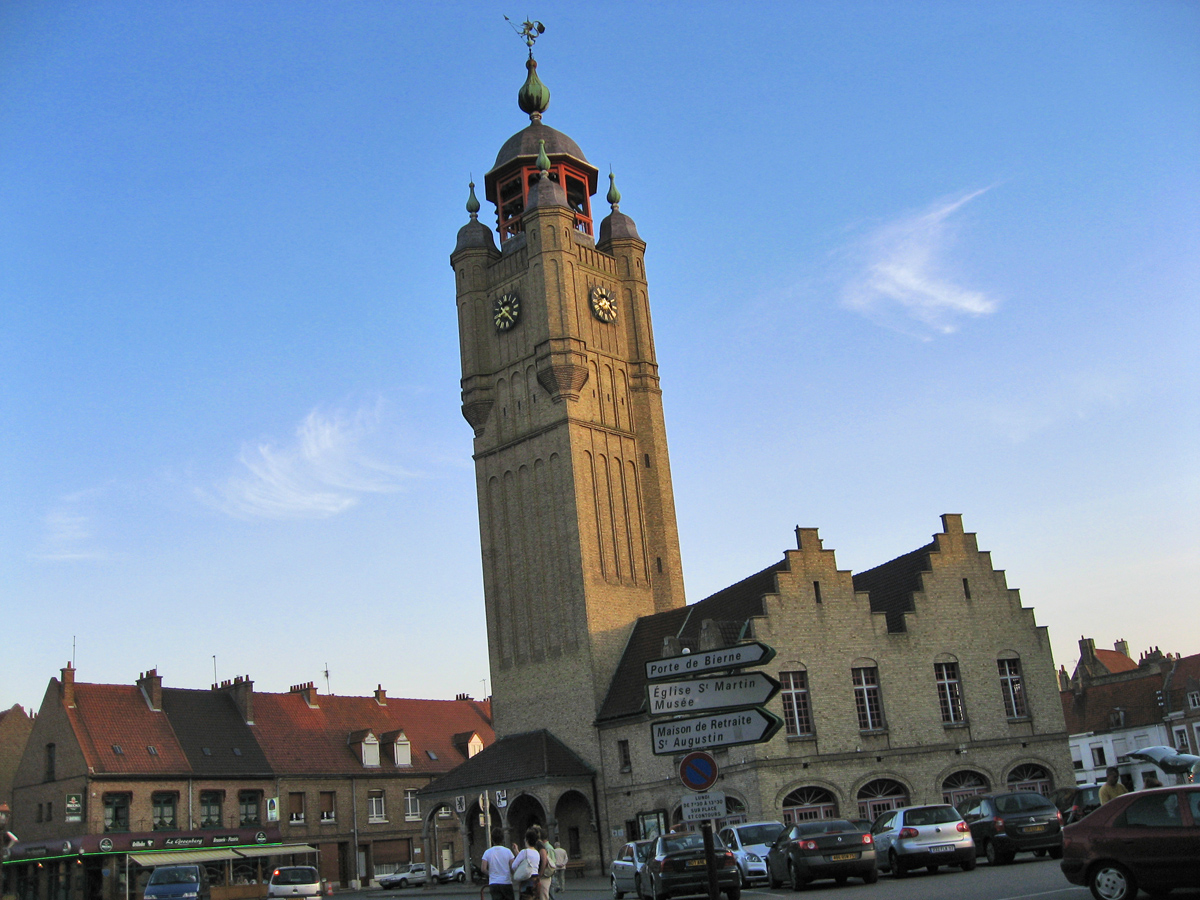
La torre de Bergues, uno de los decorados de la película.

Bienvenue chez les Ch'tis (en España: Bienvenidos al norte, en Hispanoamérica: Bienvenidos al país de la locura) es una película francesa realizada por Dany Boon, que fue estrenada el 27 de febrero de 2008. En su estreno proporcionó unas ventas por US$31,67 millones en 793 salas  y actualmente es la película francesa más taquillera en Francia con 20.449.079 de entradas totales, superando a La Grande Vadrouille, y la segunda más taquillera en general en Francia detrás de Titanic (20.758.887 entradas).
La película es una comedia que cuenta las aventuras de Philippe Abrams, director de una oficina de correos en el sur de Francia, quien, como medida disciplinaria, es enviado por dos años a Bergues, en el distrito Norte, región de Alta Francia. 
Es la segunda película realizada por el humorista francés Dany Boon después de La maison du bonheur y la primera vez que Kad Merad es el actor principal de un film.
Existe también la versión italiana Bienvenidos al Sur.

## Sinopsis
Desde hace muchos años, Philippe Abrams es el director de una oficina de correos en Salon-de-Provence en Bocas del Ródano (departamento al sur de Francia), donde vive con su esposa Julie y su hijo Rafael. Julie le presiona para que le trasladen a un puesto de trabajo junto al Mediterráneo. Tras varios fracasos y sabiendo que los empleados minusválidos tienen preferencia para elegir su traslado, Philippe hace trampa en su delegación y se hace pasar por un minusválido en silla de ruedas. Cuando lo descubren, le sancionan trasladándole dos años a Bergues, al norte del país, cerca de Dunquerque. Philippe intenta evitar que su esposa se entere pero cuando ésta descubre la verdad, decide quedarse en el sur con su hijo y le hace saber que se tiene que marchar solo.
Philippe (Kad Merad) y Julie (Zoé Félix) sólo conocen el Norte a través de los clichés. El tío de Julie (Michel Galabru), que de niño vivió en el norte, lo describe como una región poco acogedora, en la que hace un frío polar y en donde las condiciones de vida son lamentables. Philippe se va del sur, muerto de pena y, en principio, con muchos pensamientos negativos. Sus primeros momentos en el Norte-Paso de Calais le hacen creer que esos clichés son completamente ciertos: una gran tromba de agua cae sobre su coche cuando pasa por el cartel que indica la entrada a la región. Cuando se encuentra con Antoine Bailleau (Dany Boon), uno de los encargados de la oficina a la que le han destinado, tiene problemas para entenderle pues habla el idioma local ch'ti o ch'timi que es una variedad del Picardo. Antoine le hospeda de manera provisional en casa de su madre (Line Renaud), una mujer cargante y autoritaria con la que él vive. Sin embargo, después de unos días, Philippe aprende a conocer a sus amigos Anabelle (Anne Marivin), Fabrice (Philippe Duquesne) y Yann (Guy Lecluyse), y al final acaba entablando amistad con Antoine y descubre un lugar hospitalario y cálido.
Cuando Philippe trata de tranquilizar a su esposa hablándole de las cosas buenas de la vida en el norte, ella no le cree y se convence a sí misma de que su marido se deprime aún más que ella por culpa de la separación, y por ello, Philippe le miente con intención de no causarle pesar. Desde entonces, cada vez que Philippe habla con Julie, continúa escondiéndole cada vez más la situación que él considera positiva para su relación de pareja gracias a su alejamiento temporal. Philippe intenta disuadir a su esposa de que se instale en Bergues, contándole historias penosas, pero Julie cree, por culpa de esas malas noticias, que su marido está deprimido y desea que ella vaya para estar juntos y apoyarlo. Cuando ella le avisa de que va a «subir» a visitarle, para disuadirla de ir a verle y estar juntos, él describe a los Ch'tis como personas poco elegantes, incultas, brutas y ebrias. Philippe avisa a sus amigos de sus intenciones, pero, a pesar de la decepción, ellos montan la sorpresa de ir a buscar a Julie en un camión del servicio postal cuando Julie llega a Lille. Ellos juegan su papel y se comportan como Philippe les había descrito. Se la llevan a una antigua ciudad minera haciéndole creer que esa ciudad es Bergues. Con la ayuda de los habitantes del lugar, todos hacen creer a Julie que los clichés que tiene sobre la gente del norte son ciertos. En una barbacoa, los amigos de Philippe se comportan como si la comida que se estaba cocinando fuese de gato. En la mesa todos hacen desorden.

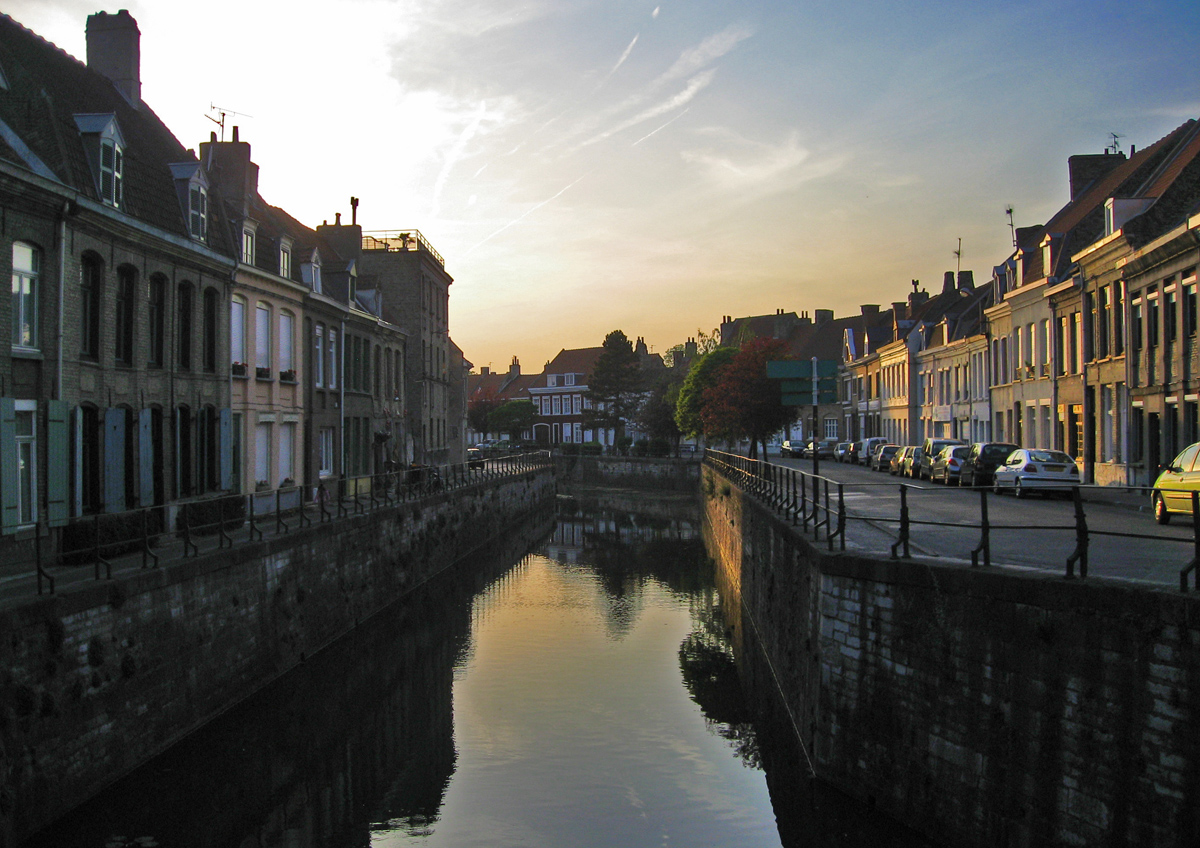
El canal de la Colme, en Bergues, donde Dany Boon y Kad Merad orinan.

Al día siguiente, dirigiéndose a la oficina de correos, Julie se da cuenta de que el lugar en el que se encuentra no tiene nada que ver con Bergues. Trata de encontrar a su marido, pero cuando descubre que le ha estado mintiendo desde el principio decide, muy molesta, regresar al sur.
Philippe se da cuenta de que su matrimonio funcionaba mejor en la distancia, pero Antoine le hace ver que la situación no es tan fácil, y le responde que no es el más adecuado para dar consejos, ya que ni siquiera tiene el coraje de decirle a su madre lo que piensa. Muy molesto, Antoine decide hablar con su madre y le dice que se casará con Annabelle y que se irá de casa. La noticia alegra tanto a su madre que se apresura a ir a la oficina de correos para decirle a Annabelle que les desea que sean felices, pero no obstante, no les quitará el ojo de encima para asegurarse de que realmente lo son.
Con la ayuda de Philippe, Antoine pide a Annabelle que se case con él desplegando desde lo alto de la torre una pancarta en la que está escrito «Annabelle te amo, cásate conmigo». Poco tiempo después se casan, y Philippe y Julie son invitados a la ceremonia. Cuando Philippe vuelve al sur, le pide a Julie que se vaya a vivir con él al norte. Dos años después Philippe se encuentra de nuevo en el sur, en Porquerolles, y así es como abandona la región, muy a su pesar.

## Producción
Dany Boon empezó a escribir el guion de Bienvenidos al Norte en el año 2006, pero la idea de hacer un film que tratara sobre su región de origen se remonta bien atrás. Siempre había querido lanzarse a la aventura de dirigir una película pero no sabía si era capaz de ello. Antes de comenzar su proyecto más querido, dirigió la obra de teatro La Vie de chantier y la adaptó en su primer film La Maison du bonheur (estrenada en 2006). Dany Boon se dio cuenta de que numerosas comedias francesas se desarrollaban en el sur de Francia (como Brice de Nice, Taxi o las películas de Marcel Pagnol), mientras que en el norte suelen desarrollarse películas dramáticas (como Germinal o Ça commence aujourd'hui). Partió de la imagen miserable de la región que tienen los que no conocen el Norte-Paso de Calais para cambiar estos clichés.
Trabajó durante un año sobre el argumento, los personajes y ciertas escenas, y una vez terminada la estructura durante los últimos tres meses, se asoció con otros dos guionistas: Franck Magnier y Alexandre Charlot. Así pulieron algunas escenas y papeles secundarios, y obtuvieron el guion definitivo. La dificultad principal que encontraron fue conseguir una película humorística a la vez que creíble, basada en los prejuicios de un personaje que no sabe nada sobre el Norte, y evitando la caricatura.
Por otro lado, Dany Boon ya había abordado el tema del Norte-Paso de Calais en varios sketches, notablemente en su espectáculo de 2003 A s'baraque et en ch'ti, de donde se sacaron una parte de los gags y réplicas de la película. No obstante, el film no es una adaptación estricta del espectáculo; de hecho Dany Boon no lo considera una prolongación de la obra, sino una comedia original.
La película se rodó, entre otras localizaciones, en Bergues, Bergues-sur-Sambre, Bruay-la-Buissière, Lens y Lille.

## Curiosidades
Para la versión doblada al alemán, en lugar de usar un dialecto ya conocido, el estudio de doblaje creó uno nuevo lo más parecido posible al ch'ti.
Después de la película, mientras los créditos finales se desplazan por la pantalla, se muestran algunas tomas descartadas.

## Recepción
La recepción de la crítica fue más positiva que negativa. Hubo muy buenas críticas como las de Fausto Fernández en Fotogramas («Estupenda comedia, localista, humanista y de contagiosa alegría de vivir») y la de Oti Rodríguez Marchante en ABC («Es prácticamente imposible no mondarse de risa con sus insólitos personajes (...) toda su burla crítica, toda su acidez, se convierte en una mirada entrañable, elogiosa»); algunas tibias como la de Alberto Luchini en El Mundo («Boon apuesta por una exagerada corrección política y por unos personajes tan enrollados y tan buena gente que acaban por resultar un pelín cargantes. (...) Por lo demás, la película es divertida, está bien contada»); y otras francamente malas como la de Jordi Costa para El País («Elogio del gañán. (...) reajuste de un tópico lacerante para su disfrute políticamente correcto (...) tiene la correcta caligrafía del cine comercial francés»).
En FilmAffinity la película tuvo una valoración de 6.7/10, con 153 críticas profesionales y más de 41 mil votos populares. En Rotten Tomatoes el largometraje consiguió una valoración del 67% entre la crítica especializada y un 78% entre el público. Por su parte en IMDb la película logró un 7.1/10 con más de 40 mil votos.

## Premios
* Fuente: Página de la película en IMDb. 
| Año  | Premio o festival                            | Categoría                                   | Nominado                                      | Resultado |
| ---- | -------------------------------------------- | ------------------------------------------- | --------------------------------------------- | --------- |
| 2008 | Festival de Cine Europeo de Sevilla          | Gran Premio del público - Selección EFA     | Dany Boon                                     | Ganador   |
| 2008 | International Film Music Critics Association | Mejor música original para comedia          | Philippe Rombi                                | Nominado  |
| 2008 | Festival de Cine de L'Alpe d'Huez            | Premio especial del jurado - Mejor película | Dany Boon                                     | Ganador   |
| 2008 | Festival de Cine de L'Alpe d'Huez            | Premio del jurado joven                     | Dany Boon                                     | Ganador   |
| 2008 | Festival de Cine de Hamburgo                 | Premio Art Cinema                           | Dany Boon                                     | Nominado  |
| 2008 | Festival de Cine de Hamburgo                 | Premio de la audiencia                      | Dany Boon                                     | Ganador   |
| 2008 | Premios del Cine Europeo                     | Premio del público                          | Dany Boon                                     | Nominado  |
| 2009 | Premios César                                | Mejor giuon original                        | Alexandre Charlot, Dany Boon y Franck Magnier | Nominados |
| 2009 | Premios Lumières                             | Mejor actor                                 | Kad Merad                                     | Nominado  |
| 2009 | Premios Lumières                             | Mejor guion                                 | Alexandre Charlot, Dany Boon y Franck Magnier | Nominados |
| 2009 | Premio Globes de Cristal                     | Mejor actor                                 | Kad Merad                                     | Nominado  |